# Savagnier

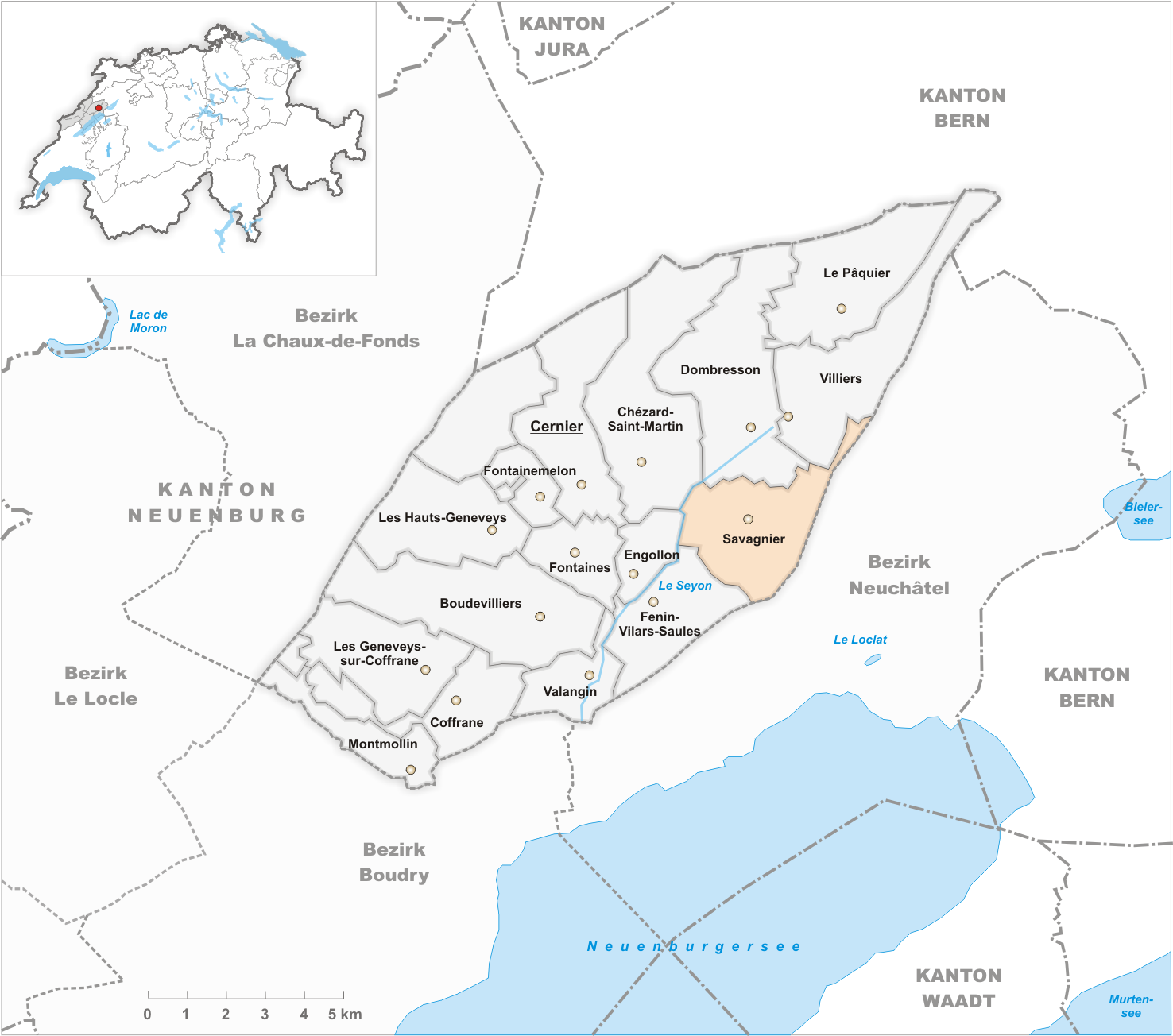
Gemeindestand vor der Fusion am 1. Januar 2013

Savagnier war eine politische Gemeinde im Distrikt Val-de-Ruz des Kantons Neuenburg in der Schweiz. Am 1. Januar 2013 fusionierte sie mit den Gemeinden Boudevilliers, Cernier, Chézard-Saint-Martin, Coffrane, Dombresson, Engollon, Fenin-Vilars-Saules, Fontainemelon, Fontaines, Les Geneveys-sur-Coffrane, Les Hauts-Geneveys, Montmollin, Le Pâquier und Villiers zur neuen Gemeinde  Val-de-Ruz.

## Geographie
Savagnier liegt auf 750 m ü. M., sieben Kilometer nordnordöstlich der Kantonshauptstadt Neuenburg (Luftlinie). Das Dorf erstreckt sich in einer Mulde im Osten des Beckens Val de Ruz im Neuenburger Jura, am Nordfuss des Chaumont.
Die Fläche des 9,6 km² grossen Gemeindegebiets umfasst einen Abschnitt im östlichen Teil der Synklinale des Val de Ruz. Der Gemeindeboden erstreckt sich von der landwirtschaftlich intensiv genutzten Senke im Bereich des Baches Seyon nach Osten über den bewaldeten Steilhang (Forêt de Savagnier) bis auf die Höhe der Jurakette des Chaumont (bis 1180 m ü. M.). In einem schmalen Zipfel reicht das Gebiet nach Nordosten auf den Grand Chaumont, auf dem mit 1270 m ü. M. der höchste Punkt von Savagnier erreicht wird. Von der Gemeindefläche entfielen 1997 6 % auf Siedlungen, 44 % auf Wald und Gehölze und 50 % auf Landwirtschaft.
Savagnier besteht aus den beiden Dörfern Petit Savagnier (737 m ü. M.) und Grand Savagnier (769 m ü. M.), die heute baulich zusammengewachsen sind. Auf dem Chaumont befinden sich einige Einzelhöfe und Ferienhäuser. Nachbargemeinden von Savagnier sind Chézard-Saint-Martin, Engollon, Fenin-Vilars-Saules, Neuenburg, Enges, Villiers und Dombresson.

## Bevölkerung
Mit 1220 Einwohnern (Stand 31. Dezember 2012) gehört Savagnier zu den mittelgrossen Gemeinden des Kantons Neuenburg. Von den Bewohnern sind 92,9 % französischsprachig, 3,7 % deutschsprachig und 1,1 % portugiesischsprachig (Stand 2000). Die Bevölkerungszahl von Savagnier pendelte seit 1850 im Bereich von 500 bis 600 Einwohnern, hat in den letzten Jahrzehnten aber deutlich zugenommen.

Historisches Luftbild aus 1500 m von Walter Mittelholzer von 1927

## Wirtschaft
Savagnier war bis Mitte des 20. Jahrhunderts ein hauptsächlich durch die Landwirtschaft geprägtes Dorf. Die fruchtbaren Böden in der Senke des Val de Ruz bilden die Grundlage des Ackerbaus (vorwiegend Getreide und Mais), am Fuss des Chaumont herrscht Viehzucht vor. Ausserhalb des primären Sektors gibt es einige Arbeitsplätze im lokalen Kleingewerbe (Tischler- und Schlosserbetriebe). In den letzten Jahrzehnten hat sich Savagnier zur Wohngemeinde entwickelt. Zahlreiche Erwerbstätige sind deshalb Wegpendler und arbeiten vor allem in Neuenburg.

## Verkehr
Die Gemeinde liegt abseits der grösseren Durchgangsstrassen an der Kantonsstrasse von Fenin-Vilars-Saules nach Dombresson. Durch eine Buslinie von Neuenburg via Savagnier nach Cernier ist das Dorf an das Netz des öffentlichen Verkehrs angeschlossen.

## Geschichte
Spuren einer römischen Villa weisen auf eine frühe Besiedlung des Gemeindegebietes hin. Die erste schriftliche Erwähnung des Ortes erfolgte 1143 unter dem Namen Savaigner in einer Schenkungsurkunde der Abtei Fontaine-André in Hauterive. Der Ortsname ist wahrscheinlich auf das lateinische Wort silva (Wald) zurückzuführen.
Savagnier gehörte zur Herrschaft Valangin, die teils den Grafen von Neuenburg, teils den Grafen von Montbéliard unterstand und 1592 endgültig an Neuenburg kam. Seit 1648 war Neuenburg Fürstentum und ab 1707 durch Personalunion mit dem Königreich Preussen verbunden. 1806 wurde das Gebiet an Napoleon I. abgetreten und kam 1815 im Zuge des Wiener Kongresses an die Schweizerische Eidgenossenschaft, wobei die Könige von Preussen bis zum Neuenburgerhandel 1857 auch Fürsten von Neuenburg blieben.

## Sehenswürdigkeiten
Die heutige reformierte Kirche Saint-Nicolas wurde 1651–53 als einschiffiger Bau mit quadratischem Chor errichtet. Ein früheres Gotteshaus ist bereits 1453 erwähnt. Das Schulhaus wurde 1866 erbaut. In den beiden Ortskernen gibt es noch einige charakteristische Bauernhäuser aus dem 17. bis 19. Jahrhundert.

## Persönlichkeiten
- Louis Aubert (1856–1936), Schweizer evangelischer Geistlicher und Hochschullehrer in Neuenburg